# Guanciale

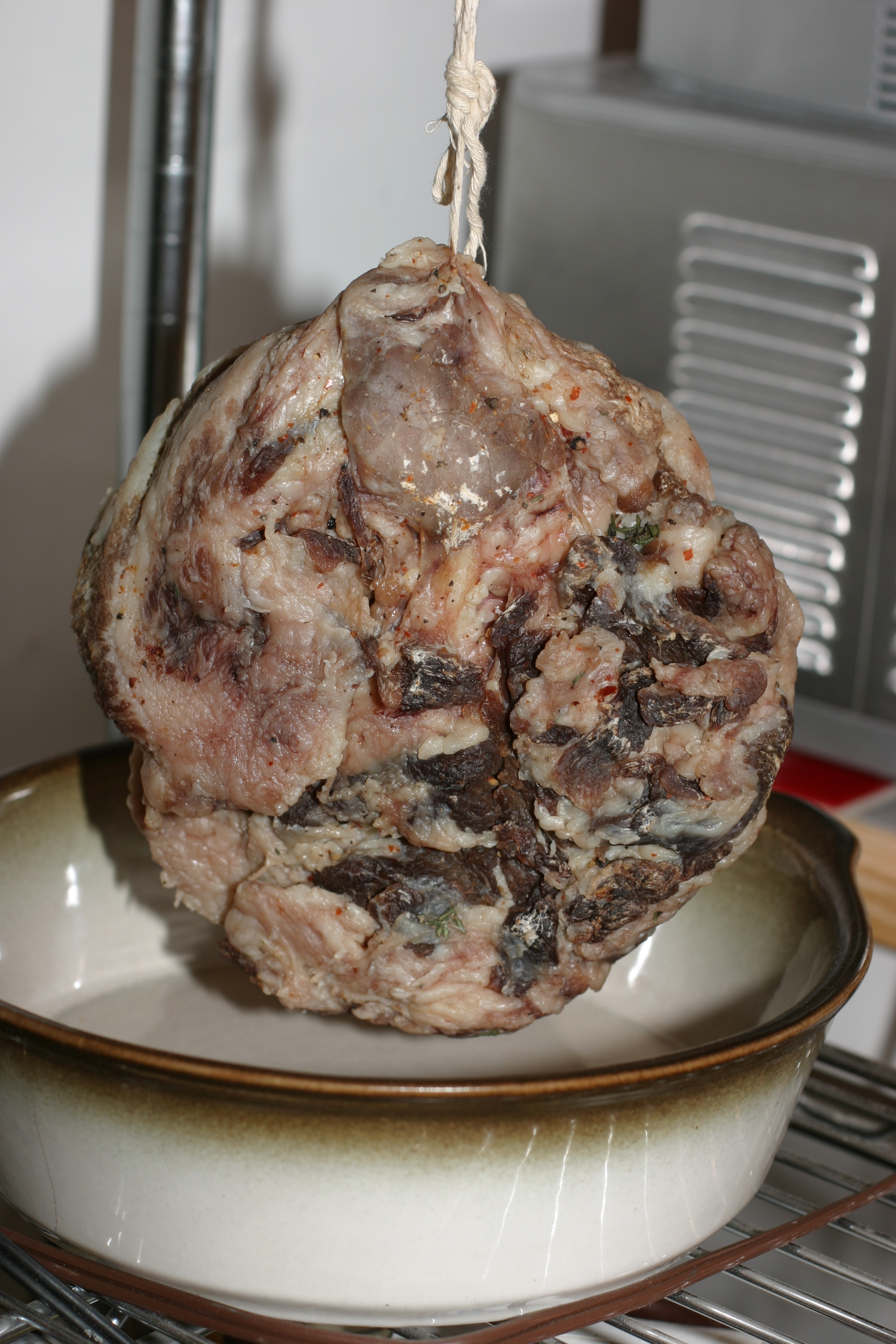
Un trozo de guanciale puesto a curar.

El guanciale es una chacina italiana sin ahumar preparada con careta o carrillos de cerdo. Su nombre procede de guancia, «carrillo» en italiano. Es parecido al jowl bacon estadounidense.
El carrillo de cerdo se frota con sal, pimienta negra o pimentón y se cura durante tres semanas. Su sabor es más fuerte que el de otros productos porcinos, como la pancetta (que a veces se emplea en lugar del guanciale cuando éste no está disponible), y su textura es más delicada.
El guanciale se usa tradicionalmente en platos como la pasta a la amatriciana o a la carbonara. Es una delicia del centro de Italia, especialmente de Umbría y el Lacio.
Otro plato típico que emplea el guanciale con la pasta es la gricia, que prácticamente es una amatriciana sin tomate; muchos opinan que está en el origen de esta salsa, siendo una versión pobre de la misma, cocinada por los pastores romanos con el tocino (guanciale) que de otra forma no hubiera podido venderse. En su sencillez es un plato llenísimo de auténtico sabor italiano.
Según el libro La pastasciutta, de Grazia Balducci, sin embargo, la amatriciana es originaria de Amatrice, una zona donde no se cultivaba el tomate. Por esta razón, dice, originalmente la amatriciana se hacía sin tomate, «aunque ahora se tolera» (pp.118).